# Hobart, Wisconsin
Hobart là một làng thuộc quận Brown, tiểu bang Wisconsin, Hoa Kỳ. Năm 2006, dân số của làng này là 5090 người.